# Comté de Tolland
Le comté de Tolland est l'un des huit comtés de l'État du Connecticut aux États-Unis. Selon le recensement de 2010, la population est 152 691 habitants.
Comme pour les sept autres comtés du Connecticut, il n'y a pas de gouvernement du comté ; ce sont les villes individuelles qui sont responsables de la police, du régiment de sapeurs-pompiers, des écoles, etc. 

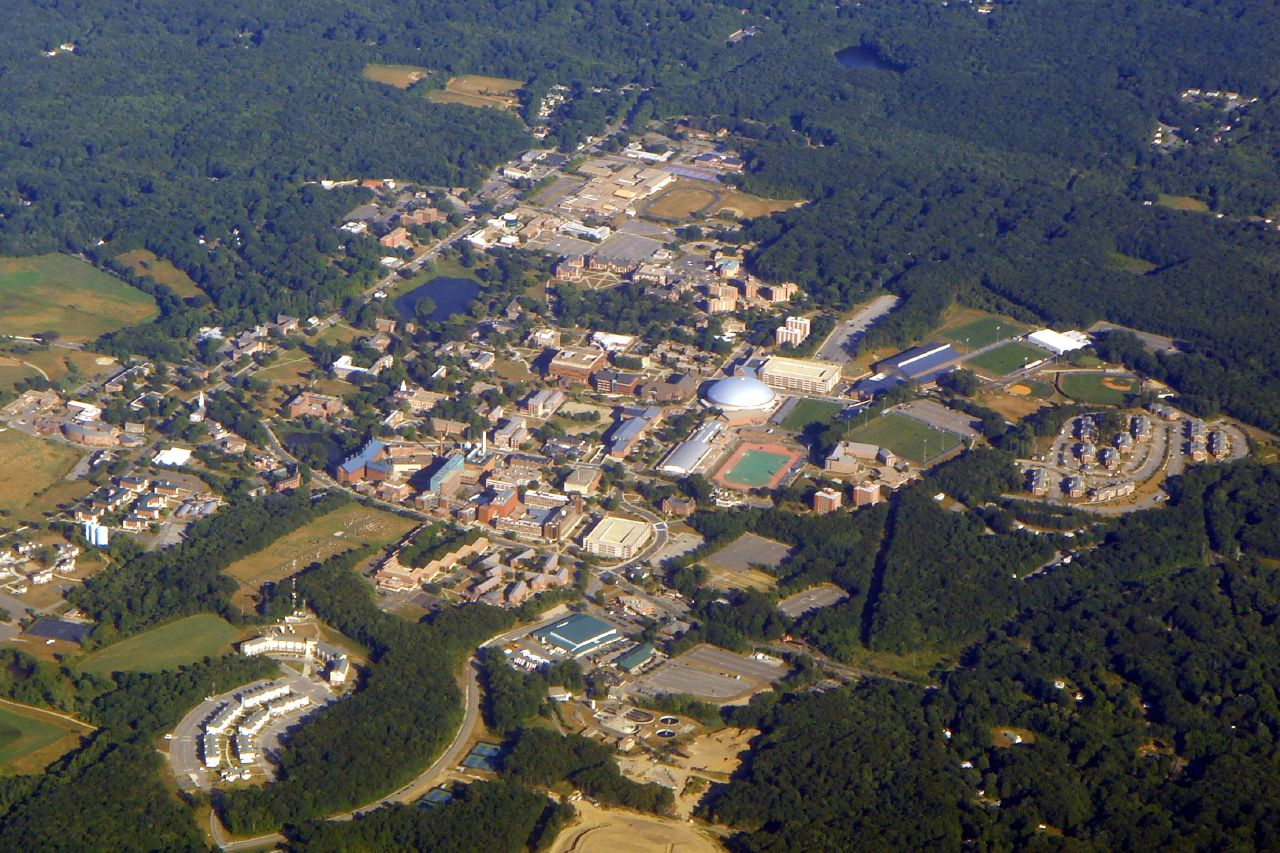
Le quartier historique de l'Université du Connecticut, à Storrs, Connecticut.

## Géographie
Selon le bureau du recensement des États-Unis, la superficie du comté est 417 km2, dont 410 km2 de terre et 7 km2 de plans d'eau.  La superficie totale est 1,66 % d'eau.

### Comtés limitrophes
| Comté de Hampden  |                     | Comté de Worcester |
| Comté de Hartford | Comté de Tolland    | Comté de Windham   |
|                   | Comté de New London |                    |

## Démographie
| Groupe            | Comté de Tolland | Connecticut | États-Unis |
| ----------------- | ---------------- | ----------- | ---------- |
| Blancs            | 89,9             | 77,6        | 72,4       |
| Asiatiques        | 3,4              | 3,8         | 4,8        |
| Afro-Américains   | 3,3              | 10,1        | 12,6       |
| Métis             | 1,8              | 2,6         | 2,9        |
| Autres            | 1,4              | 5,6         | 6,4        |
| Amérindiens       | 0,2              | 0,3         | 0,9        |
| Total             | 100              | 100         | 100        |
|                   |                  |             |            |
| Latino-Américains | 4,3              | 13,4        | 16,7       |

Selon l’American Community Survey, pour la période 2011-2015, 89,44 % de la population âgée de plus de 5 ans déclare parler anglais à la maison, alors que 3,17 % déclare parler l'espagnol, 1,06 % une langue chinoise, 0,95 % le polonais, 0,93 % le français et 4,46 % une autre langue.
| 1790   | 1800   | 1810   | 1820   | 1830   | 1840   |
| ------ | ------ | ------ | ------ | ------ | ------ |
| 13 251 | 14 319 | 13 779 | 14 330 | 18 702 | 17 980 |

| 1850   | 1860   | 1870   | 1880   | 1890   | 1900   |
| ------ | ------ | ------ | ------ | ------ | ------ |
| 20 091 | 20 709 | 22 000 | 24 112 | 25 081 | 24 523 |

| 1910   | 1920   | 1930   | 1940   | 1950   | 1960   |
| ------ | ------ | ------ | ------ | ------ | ------ |
| 26 459 | 27 216 | 28 659 | 31 866 | 44 709 | 68 737 |

| 1970    | 1980    | 1990    | 2000    | 2010    | - |
| ------- | ------- | ------- | ------- | ------- | - |
| 103 440 | 114 823 | 128 699 | 136 364 | 152 691 | - |

## Villes du comté
- Andover
- Bolton
- Columbia
- Coventry
- --Coventry Lake (un village de Coventry)
- --South Coventry (un village de Coventry)
- Ellington
- --Crystal Lake (un village d'Ellington)
- Hebron
- Mansfield
- --Storrs (un village de Mansfield)
- Somers
- --Central Somers (un village de Somers)
- Stafford
- Tolland
- Union
- Vernon
- --Rockville (un village de Vernon)
- Willington